# 11244 Андрекейперс
11244 Андре́ке́йперс (4314 T-2, 1962 XR1, 11244 Andrékuipers) — астероїд головного поясу.
Тіссеранів параметр щодо Юпітера — 3,486.